# Grant E. Mouser (Politiker)

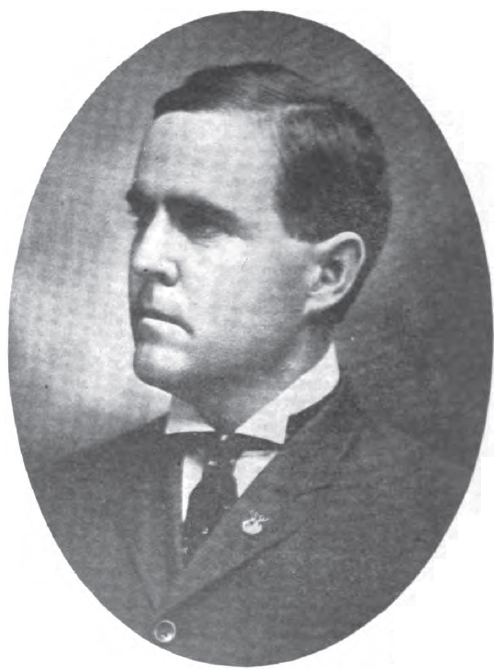
Grant E. Mouser

Grant Earl Mouser (* 11. September 1868 in LaRue, Marion County, Ohio; † 6. Mai 1949 in Marion, Ohio) war ein US-amerikanischer Politiker. Zwischen 1905 und 1909 vertrat er den Bundesstaat Ohio im US-Repräsentantenhaus.

## Werdegang
Grant Mouser besuchte die öffentlichen Schulen seiner Heimat und danach die Ada University. Nach einem anschließenden Jurastudium an der Cincinnati Law School und seiner 1890 erfolgten Zulassung als Rechtsanwalt begann er in Marion in diesem Beruf zu arbeiten. Zwischen 1893 und 1896 war er Staatsanwalt im Marion County. Gleichzeitig schlug er als Mitglied der Republikanischen Partei eine politische Laufbahn ein. Er war Delegierter bei vielen regionalen Parteitagen der Republikaner in Ohio. Im Juni 1908 nahm er auch an der Republican National Convention in Chicago teil, auf der William Howard Taft als Präsidentschaftskandidat nominiert wurde.
Bei den Kongresswahlen des Jahres 1904 wurde Mouser im 13. Wahlbezirk von Ohio in das US-Repräsentantenhaus in Washington, D.C. gewählt, wo er am 4. März 1905 die Nachfolge von Amos H. Jackson antrat. Nach einer Wiederwahl konnte er bis zum 3. März 1909 zwei Legislaturperioden im Kongress absolvieren. Im Jahr 1908 wurde er nicht mehr in seinem Mandat bestätigt.
Nach seiner Zeit im US-Repräsentantenhaus praktizierte Mouser wieder als Jurist. Zwischen 1916 und 1925 war er Berufungsrichter im Marion County. Danach setzte er bis 1935 seine Anwaltstätigkeit fort. Anschließend zog er sich in den Ruhestand zurück. Er starb am 6. Mai 1949 in Marion, wo er auch beigesetzt wurde. Sein Sohn Grant Jr. (1895–1943) wurde ebenfalls Kongressabgeordneter.